# Bristol (Connecticut)
Bristol és una ciutat del Comtat de Hartford a l'estat de Connecticut dels Estats Units d'Amèrica.

## Demografia
Segons el cens del 2005 Bristol tenia 61.353 habitants. Segons el cens del 2000, tenia 60.062 habitants, 24.886 habitatges, i 16.175 famílies. La densitat de població era de 874,8 habitants per km².
Dels 24.886 habitatges en un 29,6% hi vivien nens de menys de 18 anys, en un 49,6% hi vivien parelles casades, en un 11,5% dones solteres, i en un 35% no eren unitats familiars. En el 28,9% dels habitatges hi vivien persones soles el 10,7% de les quals corresponia a persones de 65 anys o més que vivien soles. El nombre mitjà de persones vivint en cada habitatge era de 2,38 i el nombre mitjà de persones que vivien en cada família era de 2,94.
Per edats la població es repartia de la següent manera: un 23,2% tenia menys de 18 anys, un 7,2% entre 18 i 24, un 32,5% entre 25 i 44, un 22,2% de 45 a 60 i un 14,9% 65 anys o més.
L'edat mediana era de 38 anys. Per cada 100 dones de 18 o més anys hi havia 90,6 homes.
La renda mediana per habitatge era de 47.422 $ i la renda mediana per família de 58.259 $. Els homes tenien una renda mediana de 40.483 $ mentre que les dones 30.584 $. La renda per capita de la població era de 23.362 $. Aproximadament el 4,8% de les famílies i el 6,6% de la població estaven per davall del llindar de pobresa.

## Poblacions properes
El següent diagrama mostra les poblacions més properes.